# Стухляк Петро Данилович
Стухляк Петро Данилович (нар. 10 березня 1955, с. Нове Село нині Тернопільського району Тернопільської області, Україна) — вчений в галузі матеріалознавства композиційних матеріалів, доктор технічних наук, професор кафедри комп'ютерно-інтегрованих технологій Тернопільського національного технічного університету імені Івана Пулюя, дійсний член Підйомно-транспортної академії наук України.

## Освіта
У 1972 рр. з золотою медаллю закінчив середню школу № 1 м. Ланівці;
у 1972–1977 рр., навчався в Тернопільському філіалі Львівського політехнічного інституту, отримав диплом інженера-механіка.

## Вчені ступені, звання
Кандидатську дисертацію за спеціальністю 05.02.01 «Матеріалознавство в машинобудуванні» захистив у 1987 р. в Інституті механіки металополімерних систем АН Білорусі (м. Гомель). Докторську дисертацію — «Розробка та дослідження композитних матеріалів і покрить на основі реактопластів для вузлів тертя і металоконструкції» захистив у 1996 р. в Фізико-механічному інституті НАН України (м. Львів). Звання професора отримав у 2001 р.

## Професійна діяльність
1972 — 1977 рр. — працював інженером-технологом на заводі «Елементи обчислювальних машин» у м. Чернівці.
1972 — 1977 рр. — інженер, старший інженер, молодший науковий співробітник галузевої науково-дослідної лабораторії з використанням полімерних матеріалів у газотранспортному обладнанні Тернопільського філіалу Львівського політехнічного інституту.
1982 — 1987 рр. — аспірант, молодший науковий співробітник в Інституті механіки металополімерних систем АН Білорусі (м. Гомель).
1987 — 1992 рр. — старший науковий співробітник, старший викладач Тернопільського державного технічного університету імені Івана Пулюя.
1992 р. — доцент кафедри комп'ютерно-інтегрованих технологій ТНТУ.
У 1998 р.  обраний дійсним членом Підйомно-транспортної академії наук України. З цього ж часу очолює тернопільське відділення цієї академії.
З 2001 р. — професор, завідувач кафедри комп'ютерно-інтегрованих технологій ТНТУ.
З 2006 р. — декан факультету комп'ютерних технологій ТНТУ.

## Відзнаки
- Заслужений винахідник України з 2012.

## Вибрані праці
1. Стухляк П. Д. Эпоксидные композиты для защитных покрытий. — Тернопіль : Збруч, 1994. — 177 с. — ISBN 5.343-00536-5.
2. Букетов А. В., Стухляк П. Д., Кальба Є. М. Фізико-хімічні процеси при формуванні епоксикомпозитивних матеріалів. — Тернопіль : Збруч, 2005. — 182 с. — ISBN 966-305-009-8.
3. Букетов А., Стухляк П., Добротвор І., Золотий Р. Дослідження площі поверхні дисперсного наповнювача з використанням наближених числових методів//Вісник Тернопільського державного технічного університету. — 2006.-№ 1. — Том 14. — с. 24-30.
4. Букетов А., Стухляк П., Чихіра І. Вплив технології формування на повзучість у агресивних середовищах епоксикомпозитів, що містять дисперсний і волокнистий наповнювач//Вісник Тернопільського державного технічного університету. — 2006. — № 4. — Том 14.  с. 50-55.
5. Добротвор І., Стухляк П., Букетов А., Левицький В. Дослідження параметрів поверхневих шарів при зшиванні епоксипластів, що містять волокнистий і дисперсний наповнювач//Вісник Тернопільського державного технічного університету. — 2007. — № 1. — Том 14. — с. 33-41.
6. Микитишин А., Стухляк П., Митник М., Заболоцький О. Дослідження процесів тверднення реактопластів за їх динамічними характеристиками//Вісник Тернопільського державного технічного університету. — 2007. — № 3. — Том 14. — с. 27-33.
7. Добротвор І., Стухляк П., Букетов А. Дослідження динаміки зміни миттєвого модуля пружності епоксидпластів на основі моделі зовнішніх поверхневих шарів//Вісник Тернопільського державного технічного університету. — 2007. — № 4. — Том 14. — с. 13-19.
8. [Архівовано 13 квітня 2014 у Wayback Machine.] П. Д. Стухляк, А. В. Букетов, І. Г. Добротвор. Епоксикомпозитні матеріали, модифіковані енергетичними полями. — Тернопіль: Збруч. — 2008. — 208 с.
9. Добротвор І., Стухляк П., Букетов А., Грубий І., Коробчук В. Дослідження впливу//Вісник Тернопільського державного технічного університету. — 2008. — № 1. — Том 14. — с. 38-45.
10. Добротвор І., Стухляк П., Золотий Р., Букетов А., Яцюк В., Рубаха В. Дослідження геометричних розмірів та структурних параметрів зовнішніх поверхневих шарів у наповнених епоксидокомпозитах//Вісник Тернопільського державного технічного університету. — 2008. — № 2. — Том 14. — с. 34-42.
11. [Архівовано 13 квітня 2014 у Wayback Machine.] Букетов А., Стухляк П., Левицький В. Дослідження адгезійної міцності і залишкових напружень у модифікованих епоксидних композитах // Вісник ТДТУ. — 2008. — Том 13. — № 4. — ст. 31-40. — (механіка та матеріалознавство).
12. П. Д. Стухляк, А. В. Букетов. Епоксикомпозитні матеріали, модифіковані ультрафіолетовим опроміненням. — Тернопіль: Збруч. — 2009. — 237 с. [Архівовано 7 травня 2018 у Wayback Machine.]
13. Добротвор І., Мороз К., Букетов А., Стухляк П. Епоксикомпозитні матеріали для покриттів: ІЧ-спектральний та оптичний аналіз структури, дослідження вмісту ґель-фракції у композитах // Вісник ТДТУ. — 2009. — Том 14. — № 1. — С. 33-42. — (механіка та матеріалознавство) [Архівовано 13 квітня 2014 у Wayback Machine.]
14. Добротвор І. Г., Стухляк П. Д., Букетов А. В. Дослідження формування зовнішніх поверхневих шарів у епоксикомпозитах//Фізико-хімічна механіка матеріалів. — 2009. — № 4. — с. 99-104.
15. [Архівовано 1 жовтня 2014 у Wayback Machine.] Данилишин Г. Розробка кспериментального стенда для визначення реактивного моменту гідростатичного трансформатора з інтегрованою програмою «powergraph»/ Г. Данилишин, П. Стухляк // Вісник ТДТУ. — 2009. — Том —14. — № 4. — С. 119–126. — (машинобудування, автоматизація виробництва та процеси механічної обробки).
16. Стухляк П.Розрахунок міцності конструкційних елементів з покриттями / Стухляк П., Букетов А., Бадищук В. //Вісник ТДТУ. — 2010. — Том 15. — № 2. — С. 57-61. — (механіка та матеріалознавство). [Архівовано 13 квітня 2014 у Wayback Machine.]
17. Стухляк П. Д., Мороз К. М. Вплив пористості у системі епоксидна матриця-полівініловий спирт-дисперсний наповнювач на ударну в'язкість//Фізико-хімічна механіка матеріалів. — 2010. — № 4. — с. 27-34.